# 謝汝錕
謝汝錕（1855年—1905年6月25日），字鏡泉，貴州省仁懷縣官渡場人，清代政治人物。

## 生平
光緒十一年廩貢。任湄潭縣教諭。光緒十八年二月選貴筑縣教諭。二十六年四月選鄰水縣知縣，二十七年署宜賓縣知縣。二十八年（1902年）任四川省順慶府鄰水縣知縣。同年夏，丁父憂。服闕入京，中道三峽舟覆去世。時光緒三十一年五月二十三日，享年五十有一。欽加同知銜。。